# Isabel Cueto
Isabel Cueto (* 3. Dezember 1968 in Kehl) ist eine ehemalige deutsche Tennisspielerin.

## Karriere
Isabel Cueto, Tochter einer deutschen Mutter und eines bolivianischen Vaters, trat im Sommer 1983 bei ITF-Turnieren in Erscheinung, ehe sie 1984 bei den German Open in Berlin auf der WTA Tour debütierte.
Cueto erreichte mit Rang 20 im August 1989 ihre höchste Platzierung in der Einzelweltrangliste. Sie gewann auf der WTA Tour fünf Einzel- und einen Doppeltitel, allesamt auf Sand. Bei den French Open (1985, 1990) und bei den US Open (1987, 1988) gelang Cueto jeweils der Vorstoß in die dritte Runde, es war ihr bestes Abschneiden bei Grand-Slam-Turnieren.
Im Fed Cup spielte sie vier Doppelpartien für das deutsche Team mit einer Bilanz von 3:1-Siegen. 1984, 1986 und 1987 war sie Deutsche Meisterin.
1994 beendete Cueto ihre Profikarriere.

## Privat
Cueto ist verheiratet und hat zwei Kinder. Sie ist heute als Lehrerin einer Schule tätig.

## Turniersiege

### Einzel
| Nr. | Datum          | Turnier | Kategorie  | Belag | Finalgegnerin    | Ergebnis  |
| --- | -------------- | ------- | ---------- | ----- | ---------------- | --------- |
| 1.  | 10. Juli 1988  | Båstad  | WTA Tier V | Sand  | Sandra Cecchini  | 7:5, 6:1  |
| 2.  | 7. August 1988 | Athen   | WTA Tier V | Sand  | Laura Golarsa    | 6:0, 6:1  |
| 3.  | 23. Juli 1989  | Oeiras  | WTA Tier V | Sand  | Sandra Cecchini  | 7:63, 6:2 |
| 4.  | 6. August 1989 | Sofia   | WTA Tier V | Sand  | Katerina Maleewa | 6:2, 7:63 |
| 5.  | 13. Juli 1990  | Palermo | WTA Tier V | Sand  | Barbara Paulus   | 6:2, 6:3  |

### Doppel
| Nr. | Datum              | Turnier | Kategorie      | Belag | Partnerin               | Finalgegnerinnen           | Ergebnis      |
| --- | ------------------ | ------- | -------------- | ----- | ----------------------- | -------------------------- | ------------- |
| 1.  | 21. September 1986 | Athen   | WTA World Tour | Sand  | Arantxa Sánchez Vicario | Silke Meier Wiltrud Probst | 4:6, 6:2, 6:4 |

## Abschneiden bei Grand-Slam-Turnieren

### Einzel
| Turnier         | 1985 | 1986  | 1987 | 1988 | 1989 | 1990 | 1991 | 1992 | Karriere |
| --------------- | ---- | ----- | ---- | ---- | ---- | ---- | ---- | ---- | -------- |
| Australian Open | —    | n. a. | —    | —    | —    | —    | 2    | 1    | 2        |
| French Open     | 3    | 1     | 2    | 1    | 1    | 3    | 1    | —    | 3        |
| Wimbledon       | —    | —     | —    | 2    | —    | —    | —    | —    | 2        |
| US Open         | 2    | 1     | 3    | 3    | 2    | —    | —    | —    | 3        |

Zeichenerklärung: S = Turniersieg; F, HF, VF, AF = Einzug ins Finale / Halbfinale / Viertelfinale / Achtelfinale; 1, 2, 3 = Ausscheiden in der 1. / 2. / 3. Hauptrunde; Q1, Q2, Q3 = Ausscheiden in der 1. / 2. / 3. Runde der Qualifikation; n. a. = nicht ausgetragen

### Doppel
| Turnier         | 1987 | 1988 | 1989 | Karriere |
| --------------- | ---- | ---- | ---- | -------- |
| Australian Open | —    | —    | —    | —        |
| French Open     | AF   | 1    | 1    | AF       |
| Wimbledon       | —    | 1    | —    | 1        |
| US Open         | 2    | 1    | —    | 2        |